# العلاقات اللوكسمبورغية الهايتية
العلاقات اللوكسمبورغية الهايتية هي العلاقات الثنائية التي تجمع بين لوكسمبورغ وهايتي.

## مقارنة بين البلدين
هذه مقارنة عامة ومرجعية للدولتين:
| وجه المقارنة                                              | لوكسمبورغ                                                     | هايتي                                |
| --------------------------------------------------------- | ------------------------------------------------------------- | ------------------------------------ |
| المساحة (كم2)                                             | 2.59 ألف                                                      | 27.75 ألف                            |
| عدد السكان (نسمة)                                         | 599.45 ألف                                                    | 10.98 مليون                          |
| الكثافة السكانية (ن./كم²)                                 | 231.45                                                        | 395.68                               |
| العاصمة                                                   | لوكسمبورغ                                                     | بورت أو برانس                        |
| اللغة الرسمية                                             | اللغة اللوكسمبورغية، لغة فرنسية، اللغة الألمانية              | لغة فرنسية، اللغة الكريولية الهايتية |
| العملة                                                    | يورو، فرنك لوكسمبورغ                                          | جوردة هايتية                         |
| الناتج المحلي الإجمالي (بليون دولار)                      | 62.40 مليار                                                   | 8.41 مليار                           |
| الناتج المحلي الإجمالي (تعادل القوة الشرائية) بليون دولار | 58.13 مليار                                                   | 18.82 مليار                          |
| الناتج المحلي الإجمالي الاسمي للفرد دولار أمريكي          | 101.45 ألف                                                    | 818                                  |
| الناتج المحلي الإجمالي للفرد دولار أمريكي                 | 101.93 ألف                                                    | 1.73 ألف                             |
| مؤشر التنمية البشرية                                      | 0.892                                                         | 0.483                                |
| رمز المكالمات الدولي                                      | +352                                                          | +509                                 |
| رمز الإنترنت                                              | .lu                                                           | .ht                                  |
| المنطقة الزمنية                                           | توقيت وسط أوروبا، ت ع م+01:00، ت ع م+02:00، أوروبا/لوكسمبورج ‏ | 00                                   |

## منظمات دولية مشتركة
يشترك البلدان في عضوية مجموعة من المنظمات الدولية، منها:
| علم المنظمة | اسم المنظمة                               | تاريخ انضمام لوكسمبورغ | تاريخ انضمام هايتي |
| ----------- | ----------------------------------------- | ---------------------- | ------------------ |
|             | البنك الدولي للإنشاء والتعمير             | 27 ديسمبر 1945         | 8 سبتمبر 1953      |
|             | منظمة التجارة العالمية                    | ?                      | ?                  |
|             | المركز الدولي لتسوية المنازعات الاستشارية | 29 أغسطس 1970          | 26 نوفمبر 2009     |
|             | منظمة حظر الأسلحة الكيميائية              | ?                      | ?                  |
|             | الأمم المتحدة                             | 24 أكتوبر 1945         | 24 أكتوبر 1945     |
|             | منظمة الشرطة الجنائية الدولية             | ?                      | ?                  |
|             | وكالة ضمان الاستثمار متعدد الأطراف        | 29 أغسطس 1991          | 11 ديسمبر 1996     |
|             | يونسكو                                    | 27 أكتوبر 1947         | 18 نوفمبر 1946     |
|             | مؤسسة التنمية الدولية                     | 4 يونيو 1964           | 13 يونيو 1961      |
|             | مؤسسة التمويل الدولية                     | 4 أكتوبر 1956          | 20 يوليو 1956      |
|             | الاتحاد البريدي العالمي                   | ?                      | ?                  |
|             | الاتحاد الدولي للاتصالات                  | 2 مارس 1866            | 10 أكتوبر 1927     |

## وصلات خارجية
- موقع وزارة الخارجية اللوكسمبورغية
- موقع وزارة الخارجية الهايتية